# Ware Place
Ware Place es un lugar designado por el censo ubicado en el condado de Greenville, en el estado estadounidense de Carolina del Sur. La localidad en el año 2010 tiene una población de 228 habitantes. 

## Geografía
Ware Place se encuentra ubicado en las coordenadas 34°37′43.42″N 82°23′20.27″O / 34.6287278, -82.3889639.